# 庫魯蘇夸蒂亞縣

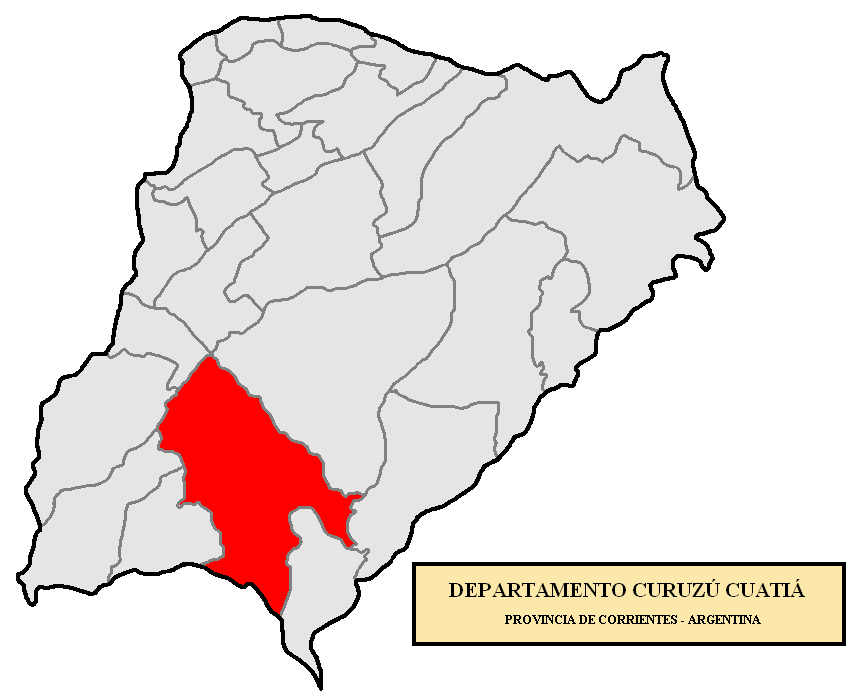

29°47′S 58°02′W / 29.783°S 58.033°W
庫魯蘇夸蒂亞縣（西班牙語：Departamento Curuzú Cuatiá），是阿根廷的縣份，位於該國北部科連特斯省，首府設於庫魯蘇夸蒂亞，面積5,008平方公里，2010年人口21,113，人口密度每平方公里4.22人。